# Associació de la Premsa Forana de Mallorca
Associació de la Premsa Forana de Mallorca (APFM) és una entitat fundada el 1978 que aglutina 46 publicacions d'arreu de l'illa i que vetlla pels seus interessos i la seva promoció. Té la seu a Sant Joan i des de 1999 disposa de pàgina web.
El 1987 va rebre el Premi Francesc de Borja Moll dins dels Premis 31 de Desembre atorgat per l'Obra Cultural Balear i que premia una entitat que s'hagi destacat a les Illes Balears per la seva dedicació a la normalització de la llengua, la cultura o la identitat nacional. Des de 2008 ha digitalitzat la seva hemeroteca, mercè una subvenció rebuda de la Generalitat de Catalunya.
Els seus presidents han estat Santiago Cortès, Biel Massot, Carles Costa i Salom, Miquel Company, Gabriel Mercè Frontera, Rafel Oliver i Rafel Puigserver.

## Membres[5]
En l'actualitat 46 publicacions d'arreu de l'illa de Mallorca formen part de l'APFM, de les quals set són de periodicitat setmanal, quatre són quinzenaris, 22 d'elles són mensuals, 7 bimestrals i 7 trimestrals. Tot aquest moviment, sustentat per més de 1.100 persones, representa un volum anual d'unes 30.000 pàgines de continguts, repartides en 780 edicions. El tiratge global relatiu d'aquestes publicacions —considerant-hi un sol número de cada publicació— és de 52.000 exemplars.

### Setmanaris
| Nom                   | Observacions |
| --------------------- | --- |
| 7Setmanari de Llevant | |
| Cent per Cent         | Revista editada al municipi de Manacor fundada el 13 de desembre de 2002. El seu àmbit de distribució és la comarca de Llevant de Mallorca |
| Dijous                | |
| Felanitx              | |
| Sa Plaça              | |
| Sóller                | |
| Veu de Sóller         | |

### Quinzenaris
| Nom                      | Observacions |
| ------------------------ | --- |
| Bellpuig                 | Revista local d'actualitat, que s'edita a Artà (Mallorca). És quinzenal i començà a publicar-se al gener de l'any 1960. Duu el nom del monestir de Bellpuig, a Artà. |
| Cala Millor 7            | |
| El Felanitxer            | |
| L'Estel                  | Publicació editada per Mateu Joan i Florit des de l'any 1981. Va néixer com a butlletí de l'Associació de Veïns de Son Sunyer (s'Arenal) amb el nom de S'Arenal de Mallorca. Quatre anys més tard es va difondre per totes les Balears i se li va posar el nom de L'Estel de Mallorca el maig del 1993 (núm. 266). El nom se simplificà a L'Estel a partir del núm. 385 (1998). Actualment s'editen 5.000 exemplars i arriba a tots els Països Catalans. El setembre de 2011 Govern de les Illes Balears del PP va emprendre accions legals contra la revista L'Estel per un presumpte delicte d'injúries contra el president José Ramón Bauzà. |
| Perlas y Cuevas          | |
| Punt Informatiu Pollença | |

### Mensuals
| Nom                         | Observacions |
| --------------------------- | --- |
| Arròs amb salseta           | |
| Bona Pau                    | Fundada el 1952, és una revista d'informació local de la vila de Montuïri (Mallorca). |
| Can Picafort                | |
| Coanegra                    | |
| Damunt damunt               | |
| Es Saig                     | Revista de premsa forana d'Algaida, a Mallorca. S'edita mensualment des del desembre de 1980, contribuint a la normalització lingüística del territori. El Saig és administrat per l'Obra Cultural d'Algaida i hi col·labora la gent d'Algaida i l'Agrupació Fotogràfica d'Algaida. |
| Fent Carrerany              | Revista de premsa forana que s'edita mensualment des del 1986 a Maria de la Salut |
| Flor de card                | |
| Incavui                     | |
| Lloseta                     | |
| Llucmajor de Pinte en Ample | Publicació en català que naixé a Llucmajor (Mallorca) el setembre de 1981, editada per la delegació local de l'Obra Cultural Balear. Està dedicada a la informació local, amb seccions d'opinió, cultura, cuina, història i esports.                                                |
| Mel i Sucre                 | Revista local d'actualitat, que s'edita a Sant Joan (Mallorca) amb una tirada de 300 exemplars. Començà a publicar-se al juny de 1980. |
| N'Alí                       | |
| Porto Cristo                | |
| Pòrtula                     | |
| Ressò                       | |
| Revista del Cercle          | |
| Sa Font                     | |
| Sa Riba                     | |
| S'Unió de s'Arenal          | |

### Bimensuals
| Nom                   | Observacions |
| --------------------- | --- |
| Apóstol y Civilizador | |
| Campanet              | |
| Dies i Coses          | |
| Llum d'oli            | Fundada l'any 1978 actualment té una publicació bimensual on s'hi reflecteix l'activitat de l'Agrupació Cultural, el noticiari del municipi i l'actualitat d'altres entitats i associacions del municipi.                                                                                    |
| Maganova-Andratx      | |
| Sa Sella              | Revista de premsa forana de Sencelles, a Mallorca. S'edita des de gener de 1983, contribuint a la normalització lingüística del territori. Sa Sella és editada pel Centre Cultural de Sencelles i hi col·labora la gent del municipi i diverses entitats, agrupacions i associacions locals. |

### Trimestral
| Nom             | Observacions |
| --------------- | --- |
| Miramar         | |
| Montaura        | |
| Una olla d'aram | |
| Llum d'Oli      | Revista editada en català per l'Agrupació Cultural de Porreres des de 1978 (tot i que no sempre amb la mateixa periodicitat). Està dedicada a la informació local de Porreres i de la entitat, on també hi ha seccions d'opinió, cultura, cuina, història i esports. Hi col·laboren persones de l'Agrupació, així com col·laboradors externs. |